# Реєстраційні знаки транспортних засобів Європейського Союзу

Зірки з європейського прапора на синій смужці є на більшості національних номерних знаків.

Реєстраційні знаки транспортних засобів Європейського Союзу (англ. Vehicle registration plates of the European Union) являють собою металеві або пластикові таблички, що прикріплюються до механічних транспортних засобів з метою державної ідентифікації.
Реєстраційний ідентифікатор — це унікальний номер або буквено-цифровий код, який визначається для кожного механічного транспортного засобу на місці його реєстрації. У Європейському Союзі номерні знаки мають універсальний для всіх держав ЄС формат.

## Формат
Загальний формат ЄС був введений Постановою Ради (ЄС) № 2411/98 від 3 листопада 1998 року і набув чинності 11 листопада 1998 року. З лівого краю на номерних знаках присутня смужка синього кольору із символом Європейського Союзу (12 зірок, які утворюють коло) та кодом країни. За зразок була взята модель реєстраційного знаку, яка раніше була введена Ірландією (1991), Португалією (1992) та Німеччиною (1994). На номерних знаках Люксембургу прапор Європи був зображений ліворуч з 1988 року.
Формат ЄС не є обов'язковим у Фінляндії, Швеції та на Кіпрі. Данія ввела формат ЄС на добровільній основі у 2009 році. Автомобілі з номерними знаками ЄС не зобов'язані демонструвати міжнародний реєстраційний код на білому овалі, перебуваючи в іншій державі ЄС.
Кілька країн, що не входять до ЄС, впровадили подібний формат, замінюючи коло з зірок власною символікою. Наприклад, Норвегія на своїх номерних знаках замінила символ ЄС норвезьким прапором. З тих держав, які ввійшли до Європейського Союзу в 2004 році, Мальта вже використовувала європейські номерні знаки на той час, а Латвія, Польща і Литва перед вступом до ЄС використовували номерні знаки ЄС із зображенням свого національного прапора, як і Болгарія та Румунія перед своїм приєднанням до ЄС у 2007 році. Ці формати діють на території країн, що підписали Віденську конвенцію про дорожній рух, оскільки і формат ЄС, і норвезький формат задовольняють встановлені Конвенцією вимоги.

## Список
Список реєстраційних знаків усіх країн-членів Європейського Союзу:
| Країни-члени | Абр. | Приклад |
| ------------ | ---- | ------- |
| Австрія      | A    |         |
| Бельгія      | B    |         |
| Болгарія     | BG   |         |
| Гібралтар    | GBZ  |         |
| Греція       | GR   |         |
| Данія        | DK   |         |
| Естонія      | EST  |         |
| Ірландія     | IRL  |         |
| Іспанія      | E    |         |
| Італія       | I    |         |
| Кіпр         | CY   |         |
| Латвія       | LV   |         |
| Литва        | LT   |         |
| Люксембург   | L    |         |
| Мальта       | M    |         |
| Нідерланди   | NL   |         |
| Німеччина    | D    |         |
| Польща       | PL   |         |
| Португалія   | P    |         |
| Румунія      | RO   |         |
| Словаччина   | SK   |         |
| Словенія     | SLO  |         |
| Угорщина     | H    |         |
| Фінляндія    | FIN  |         |
| Франція      | F    |         |
| Хорватія     | HR   |         |
| Чехія        | CZ   |         |
| Швеція       | S    |         |

## Номерні знаки для мотоциклів
Використовуються для мотоциклів та автомобілів, в яких є проблеми з місцем встановлення номерного знака, наприклад, для таксі, які поруч з реєстраційним знаком мають додаткові номерні знаки, і для транспортних засобів, що ввозяться з країн, де місце для встановлення реєстраційного знаку не відповідає розмірам європейських номерних знаків (наприклад, США).
| Країни-члени | Абр. | Приклад |
| ------------ | ---- | ------- |
| Іспанія      | E    |         |
| Італія       | I    |         |
| Латвія       | LV   |         |
| Мальта       | M    |         |
| Німеччина    | D    |         |
| Польща       | PL   |         |
| Франція      | F    |         |
| Швеція       | S    |         |